# Legato
O legato, palavra italiana, ou ligado consiste em ligar as notas sucessivas, de modo que não haja nenhum silêncio entre elas. Refere-se à maneira de executar uma frase musical.  Opõe-se ao staccato.
É indicado na partitura por uma linha curva (ligadura), colocada acima ou abaixo das notas, ou pela palavra legato. O resultado a ser obtido é sempre uma ligação de notas sucessivas, num movimento contínuo.  
Os instrumentistas de sopro e os cantores devem se abster de inspirar ou expirar, no meio da frase, enquanto os instrumentistas de arco deverão efetuar um único movimento contínuo com o arco. No piano, não se deve soltar uma tecla enquanto a outra não for acionada. No violão, no caso de as notas estarem na mesma corda, o legato é obtido exclusivamente pela mão esquerda, percutindo ou beliscando a corda, se o movimento for, respectivamente, ascendente ou descendente. 
Podem suceder-se duas ou mais ligaduras. Só a primeira nota, ou seja, aquela de onde parte a ligadura, é articulada. As seguintes constituem uma prolongação da primeira.
A ligadura une sempre as cabeças das notas e não as hastes.
Na grafia: ligando mais de duas notas de mesma altura, grafam-se tantas ligaduras quanto forem necessárias para que cada nota seja ligada à nota seguinte.
Quando há acidentes (sustenido, bemol, etc), a ligadura prolonga o efeito dos mesmos. Se a ligadura, no entanto, unir a última nota de uma pauta com a primeira nota da pauta seguinte, deve-se repetir o acidente na nova pauta.